# Sphaerothylax
Sphaerothylax là một chi thực vật có hoa trong họ Podostemaceae.

## Loài
Chi Sphaerothylax gồm các loài: